# Domenico Morosini
Domenico Morosini, född 1080, död 1156, var en italiensk krigare.
Morosini, som tillhörde en gammal venetiansk släkt, som givit Republiken Venedig många bemärkta män, bland andra fyra doger, utmärkte sig som korsfarare i kamp mot muslimerna i Syrien. Han valdes till doge 1148.